# 애니 워싱
애니 워싱(Annie Wersching, 1977년 3월 28일 ~ 2023년 1월 29일)은 미국의 배우이다.

## 출연 작품
- 블루-아이드 부쳐 (2012)
- 24 시즌8 (2010)
- 비로우 더 벨트웨이 (2010)
- 24 시즌7 (2009)
- 컴퍼니 맨 (2007)
- 브루스 올마이티 (2003)

## 비디오 게임
- 더 라스트 오브 어스 (2013) - 테스 역